# Spilogona suspecta
Spilogona suspecta är en tvåvingeart som först beskrevs av Malloch 1920.  Spilogona suspecta ingår i släktet Spilogona och familjen husflugor. Inga underarter finns listade i Catalogue of Life.